# Gornja Dragotinja
Gornja Dragotinja (en serbe cyrillique : Горња Драготиња) est un village de Bosnie-Herzégovine. Il est situé sur le territoire de la ville de Prijedor et dans la république serbe de Bosnie. Selon les premiers résultats du recensement bosnien de 2013, il compte 339 habitants.

## Géographie
Le village est situé au bord de la rivière Sana, un affluent droit de l'Una ; son territoire est traversé par la rivière Prljugovac.

## Démographie

### Évolution historique de la population dans la localité
| 1948 | 1953 | 1961 | 1971 | 1981 | 1991 | 2013 |
| ---- | ---- | ---- | ---- | ---- | ---- | ---- |
| -    | -    | 912  | 820  | 623  | 520  | 339  |

|  |

### Communauté locale
En 1991, la communauté locale de Gornja Dragotinja comptait 763 habitants, répartis de la manière suivante :

## Personnalités
- Branko Miljuš (1936-2012), dessinateur et peintre serbe
- Simo Brdar (né en 1947), scénariste, metteur en scène et écrivain serbe